# Лавуа, Анри Мари Франсуа
Анри Мари Франсуа Лавуа (фр. Henri Marie François Lavoix, нередко Лавуа-сын, фр. Lavoix fils; 26 апреля 1846, Париж — 27 декабря 1897) — французский музыковед. Сын Анри Мишеля Лавуа.

## Биография
С 1885 года служил библиотекарем в Библиотеке Святой Женевьевы — одной из главных библиотек Франции. Своей поездкой по странам Скандинавии (1885) существенно пополнил фонд находящейся в её составе Северной библиотеки — крупнейшего собрания скандинавских книг, привезя более 800 томов.
Первой книгой Лавуа стало исследование «Переводчики шекспировских текстов в музыкальных произведениях» (фр. Les traducteurs de Shakespeare en musique; 1869). Далее последовали труды более общего характера: «Музыка в природе» (фр. La musique dans la nature; 1873), «Музыка в средневековом понимании» (фр. La musique dans l’imagerie du moyenâge; 1875), «История инструментовки с XVI века до наших дней» (фр. Histoire de l'instrumentation depuis le seizième siècle jusqu'à nos jours; 1878), «Песня, её основы и её история» (фр. La chant, ses principes et son histoire; 1881) и, наконец, фундаментальные и наиболее значительные «История музыки» (фр. L’histoire de la musique; 1883, перевод на испанский 1909, аргентинское издание 1943) и «Французская музыка» (фр. La musique française; 1890).